# سوزان بلکلی
سوزان بلکلی (انگلیسی: Susan Blakely؛ زادهٔ ۷ سپتامبر ۱۹۴۸) هنرپیشه اهل آلمان است. وی از سال ۱۹۷۲ میلادی تاکنون مشغول فعالیت بوده‌است.
از فیلم‌ها یا برنامه‌های تلویزیونی که وی در آن نقش داشته است می‌توان به آل کاپون و رؤیای یک رؤیای کوچک اشاره کرد.